# Ivan Joller
Ivan Joller est un biathlète suisse né le 24 avril 1983 à Stans. 

## Biographie
Ivan Joller commence sa carrière de biathlète en 2000. Il prend son premier départ en Coupe du monde lors de la saison 2005-2006 à Pokljuka.
Il obtient son premier top 10 en 2008-2009 en terminant dixième de l'individuel de Vancouver, résultat qu'il égale une fois en 2013 à Sotchi.
En 2014, il participe à ses premiers Jeux olympiques à Sotchi.
Durant sa carrière il a remporté plusieurs titres de champion de Suisse dont un sur le sprint en 2011.
Il prend sa retraite sportive en 2017.

## Palmarès

### Jeux olympiques d'hiver
| Épreuve / Édition | Sotchi 2014 |
| Sprint            | -           |
| Poursuite         | -           |
| Individuel        | 67e         |
| Mass start        | -           |
| Relais            | 14e         |
| Relais mixte      | -           |

### Championnats du monde
| Épreuve / Édition         | Individuel | Sprint | Poursuite | Départ en masse | Relais | Relais mixte                     |
| Mondiaux 2005 Hochfilzen  | 75e        | -      | -         | -               | -      | Épreuve inexistante à cette date |
| Mondiaux 2008 Östersund   | 76e        | -      | -         | -               | 18e    | -                                |
| Mondiaux 2009 Pyeongchang | -          | 30e    | 30e       | -               | 8e     | -                                |
| Mondiaux 2012 Ruhpolding  | 55e        | 40e    | 55e       | -               | 7e     | -                                |
| Mondiaux 2013 Nové Město  | 24e        | -      | -         | -               | 17e    | -                                |
| Mondiaux 2015 Kontiolahti | 87e        | 36e    | 55e       | -               | 7e     | -                                |

Légende :

 :épreuve inexistante

- : n'a pas participé à l'épreuve

### Coupe du monde
- Meilleur classement général : 61e en 2013.
- Meilleur résultat individuel : 10e à deux reprises.

#### Différents classements en Coupe du monde
| Année     | Classement général final | Sprint | Poursuite | Individuel | Mass start |
| 2006-2007 | 79e                      | 53e    | -         | -          | -          |
| 2008-2009 | 62e                      | 73e    | 51e       | 44e        | -          |
| 2009-2010 | 83e                      | -      | -         | 49e        | -          |
| 2010-2011 | 105e                     | -      | 86e       | -          | -          |
| 2011-2012 | 64e                      | 77e    | 51e       | -          | -          |
| 2012-2013 | 61e                      | 84e    | 59e       | 18e        | -          |
| 2014-2015 | 72e                      | 73e    | 62e       | -          | -          |

### IBU Cup
- 2 podiums, dont 1 victoire.